# Mezní Louka
Mezní Louka (deutsch Rainwiese) ist eine zu Mezná gehörige Ansiedlung in der Gemeinde Hřensko (Herrnskretschen) in Tschechien. Sie liegt dreizehn Kilometer nordöstlich von Děčín in der Böhmischen Schweiz und gehört zum Okres Děčín.

## Geographie

### Geographische Lage
Mezní Louka befindet sich auf der Hochfläche südlich des Sandsteinmassivs, an dessen Südrand die Grenze zwischen Deutschland und Tschechien verläuft. Die Ansiedlung erreicht eine Höhe von 270 m ü. M. und liegt in der Zone II des Národní park České Švýcarsko („Nationalpark Böhmische Schweiz“).

### Nachbargemeinden
Nachbarorte sind Mezná im Südwesten, Vysoká Lípa und Kamenická Stráň im Südosten, Růžová im Süden, Janov im Südwesten sowie Hřensko im Westen.

## Geschichte

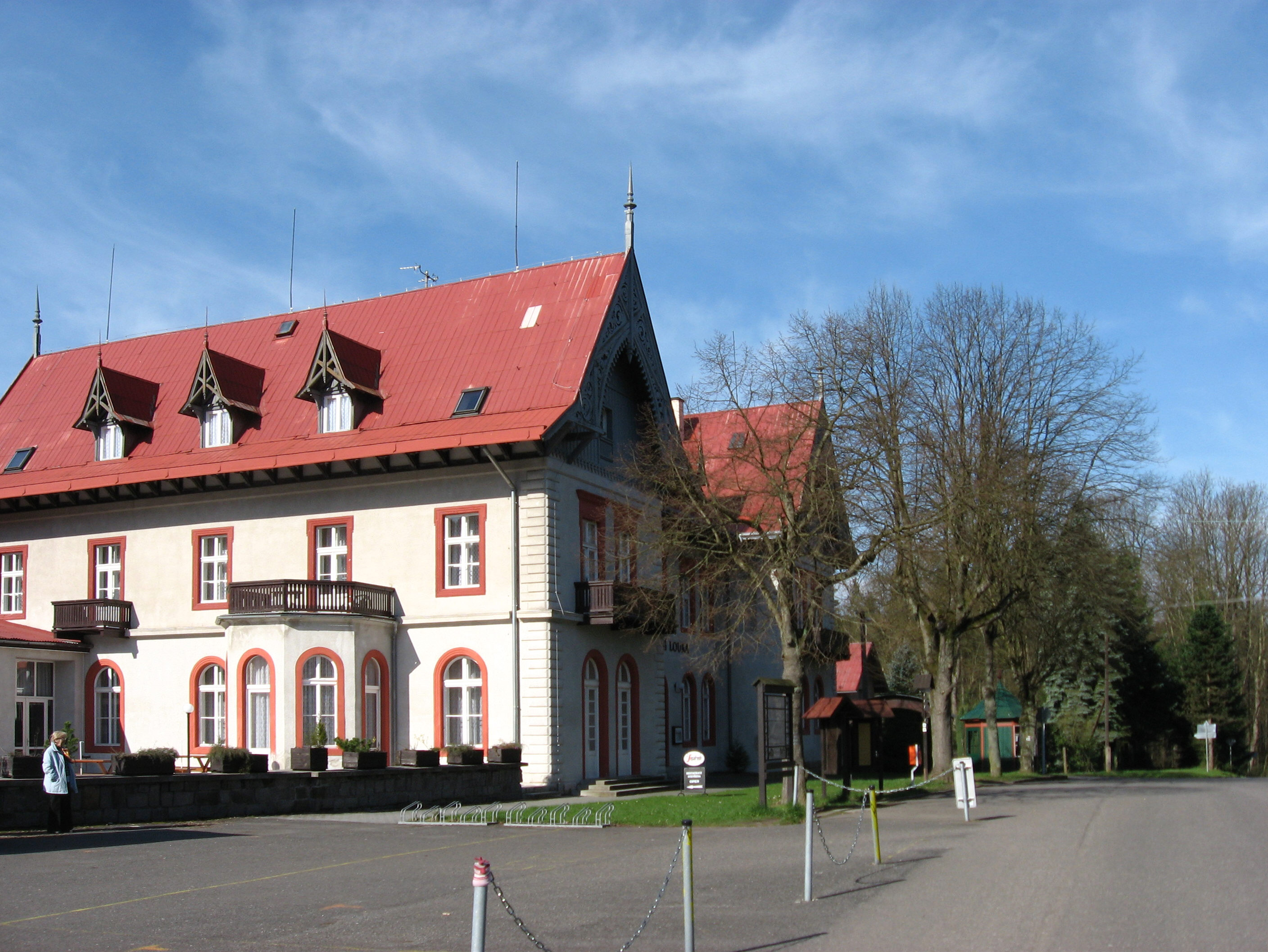
Mezní Louka Hotel

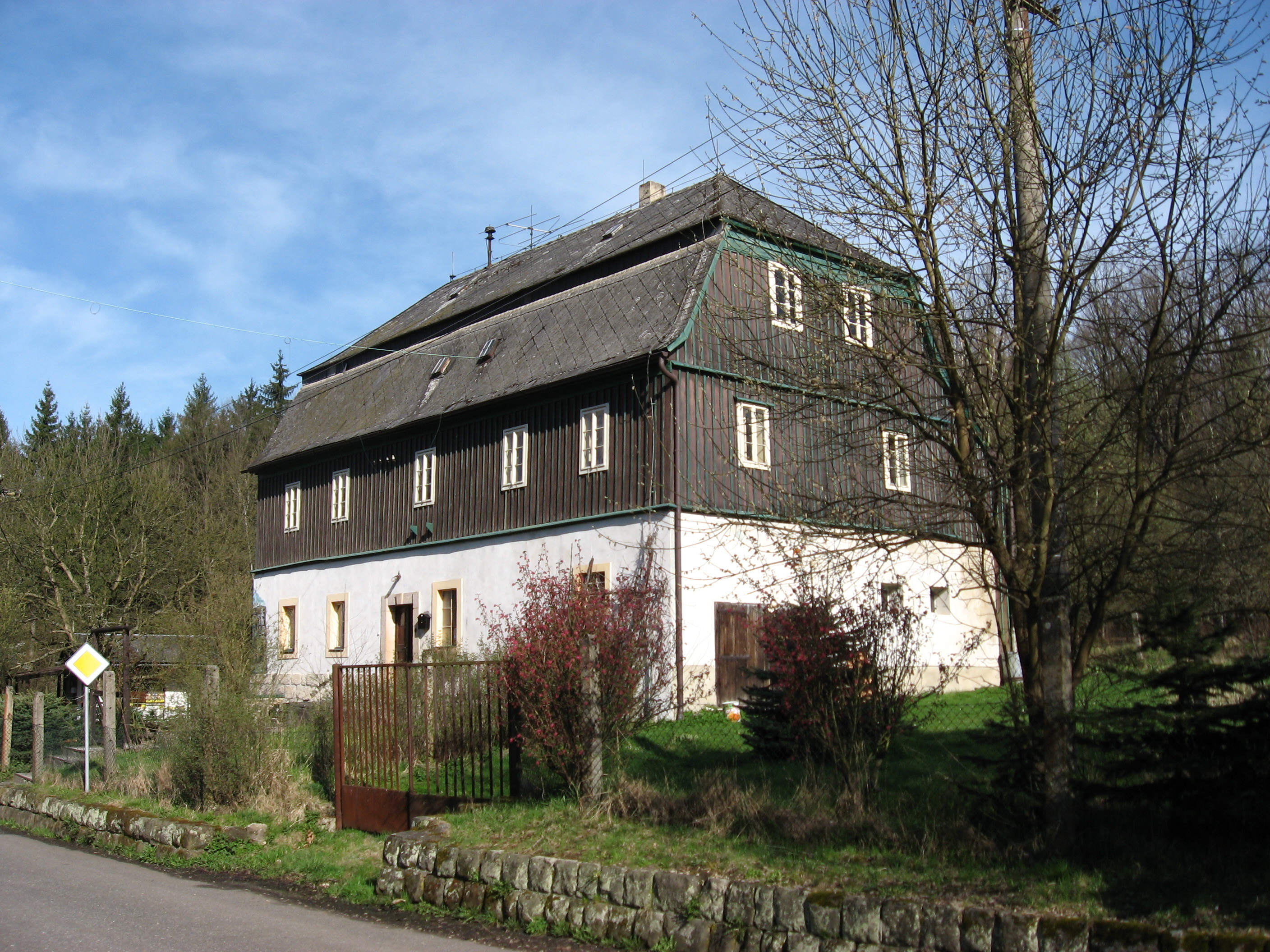
Mezní Louka Hegerhaus

Wann die Besiedlung von Mezní Louka begann, konnte bisher nicht genau datiert werden. Die umliegenden weitläufigen Wälder waren ursprünglich durch das herrschaftliche Forsthaus in Stimmersdorf (heute Mezná) verwaltet worden. Ende des 18. Jahrhunderts entstanden ein Hegerhaus mit Mansarddach, das über dem Türstock die Jahreszahl 1794 trägt, sowie ein herrschaftliches Gebäude, in dem eine Finanzwache untergebracht war und in dem 1838 ein einfaches Gasthaus eingerichtet wurde. Mit zwei Gebäuden und zehn Einwohnern galt der Ort bis zum Ende des 19. Jahrhunderts als Einschicht. Der zunehmende Fremdenverkehr veranlasste den Fürsten Edmund von Clary-Aldringen, 1892 ein Luxushotel zu erbauen, das Rainwiese zu einem vielbesuchten Luftkurort werden ließ. Der Versuch, eine Mineralquelle zu nutzen, scheiterte jedoch. Bis 1945 gab es hier vier Gebäude und 25 Einwohner. Die Straße nach Vysoká Lípa wurde erst 1859–1867 gebaut.
Heute ist Mezní Louka ein bedeutendes touristisches Zentrum der Böhmischen Schweiz mit Hotel, Gaststätte und Campingplatz. Hier kreuzen sich mehrere Wanderwege.

### Namensherkunft
Die Ortsbezeichnung Rainwiese entstammt der Zeit, als sich hier inmitten ausgedehnter Wälder eine Wiese befand, durch die die Forstgrenze des Stimmersdorfer Reviers verlief. 1781/82 ist hier erstmals ein Forsthaus mit der Bezeichnung „Rainwiese“ erwähnt.